# Gryllus campestris

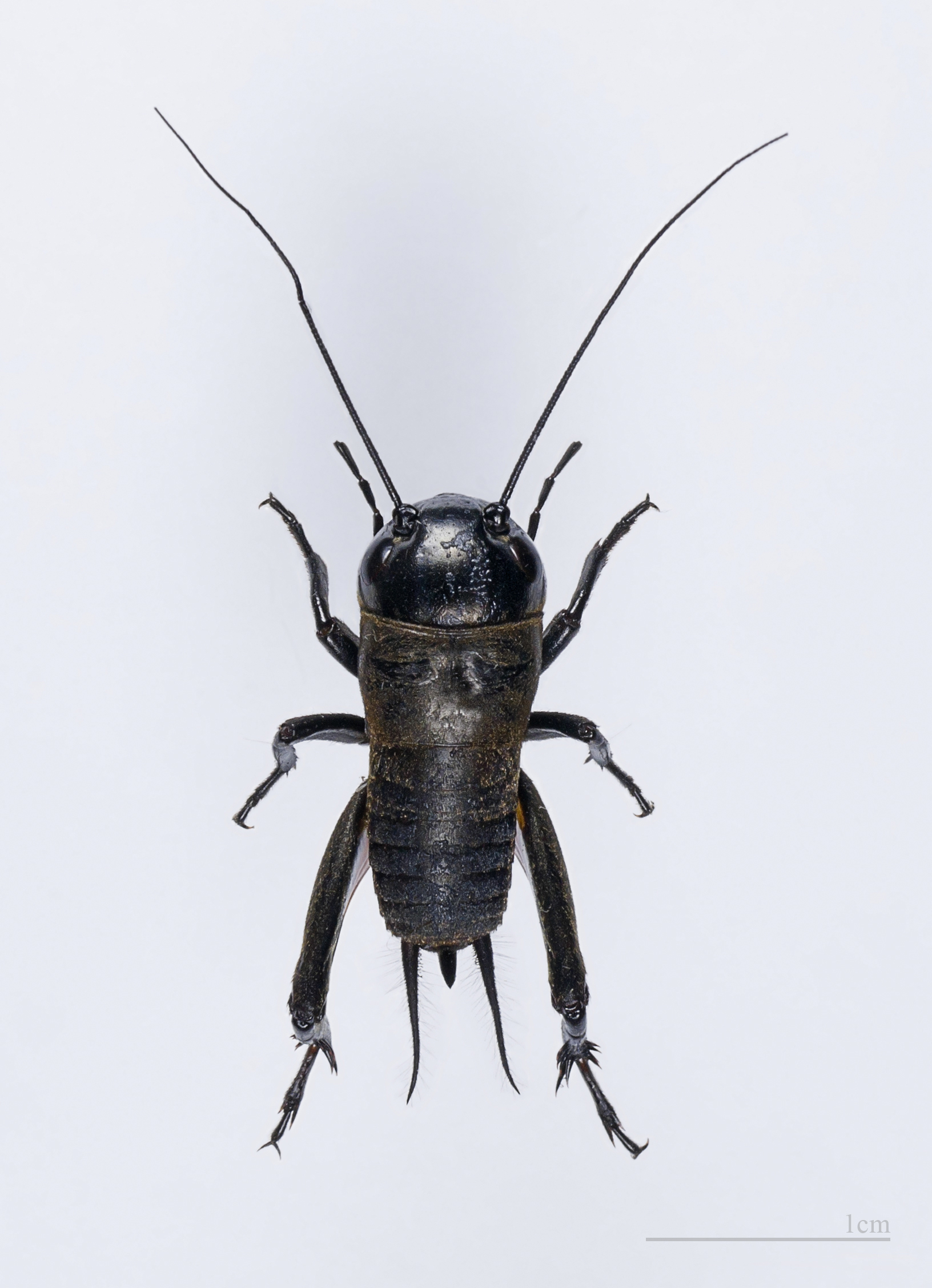
Femmina, forma giovanile

Il grillo campestre (Gryllus campestris Linnaeus, 1758) è un insetto ortottero appartenente alla famiglia Gryllidae, diffuso in Eurasia e Nordafrica.

## Descrizione
È un insetto nero con le tegmine (ali) brune, dal corpo breve e leggermente appiattito, testa grande e globosa con lunghe antenne e zampe posteriori atte al salto. I maschi hanno sul turbercolo superiore un organo stridulante. Nelle femmine l'ovopositore è a sciabola. Si tratta del cosiddetto grillo canterino che, insieme al grillo del focolare (Acheta domesticus), costituisce un noto sottofondo sonoro nel periodo estivo, particolarmente di giorno e nella prima parte della serata.

## Biologia
Il ciclo biologico dura circa un anno. La femmina depone nel terreno centinaia di uova, che si schiudono entro un paio di settimane (in giugno). Le neanidi (simili all'insetto adulto salvo che per le dimensioni ridotte e per l’assenza di ali) vivono insieme per qualche settimana; poi ognuna si allontana per scavarsi una propria tana. Compiono varie mute e svernano (si mantengono comunque piuttosto attive se l'inverno è mite e soleggiato). A fine aprile/maggio, con l'ultima muta, diventano adulti; l'accoppiamento avviene in maggio/giugno e la morte intorno a metà luglio. 
I grilli sono onnivori, si cibano di insetti vivi o morti, di verdura, frutta e cereali.

## Gryllus campestrisnella cultura di massa
Tradizionalmente in passato, veniva rinchiuso in gabbiette di sughero e filo di ferro in alcune festività locali collegate all'Ascensione, per rallegrare i bimbi col suo canto. La festa del grillo di Firenze è la maggiormente nota. Tutela animale e rarefazione della specie hanno pressoché estinto l'usanza.